# Diatrypella exigua
Diatrypella exigua är en svampart som beskrevs av Georg Winter 1874. Diatrypella exigua ingår i släktet Diatrypella och familjen Diatrypaceae.   Inga underarter finns listade i Catalogue of Life.